# Lynn Eves
Lynn Eves, född 12 mars 1942, död 2 oktober 2023, var en friidrottare från Kanada. Han deltog vid olympiska sommarspelen 1960.